# Joseph Barthélémy François Carrère
Joseph Barthélémy François Carrère (Perpinyà, 24 d'agost del 1740 - Barcelona, 20 de desembre del 1803) va ser un metge i escriptor rossellonès, probablement el metge perpinyanenc amb més anomenada europea de la seva època.

## Biografia
Fill del metge Tomàs Carrera, Josep Bartomeu Francesc Carrère/Carrera descendia d'una família amb un gran nombre de vocacions mèdiques (besavis -un fou el conegut Cyr Amanrich-, avi -Josep Carrera-, oncles...). Es diu que als dotze anys ja començà a estudiar anatomia, coneixement que més endavant pogué aprofundir gràcies als cadàvers de l'hospital militar de Perpinyà on exercia de metge el seu pare. Estudià filosofia a la universitat de Perpinyà i anatomia (1755-1756) a la de Montpeller, on obtingué el títol de Mestre en Arts. Estudià un temps a l'escola de medecina de Perpinyà i, de tornada a Montpeller el novembre del 1758, s'hi doctorà en medecina el 26 de novembre del 1759. Obtingué el títol d'agregat a la Facultat de medecina de Perpinyà el 5 de febrer del 1760, esdevingué viceprofessor (1761) i professor (20.12.1762) d'anatomia i cirurgia, i el 8 d'octubre del 1770 fou nomenat primer director del nounat Gabinet d'Història Natural de la universitat de Perpinyà. El 1772 (o 1771), Lluís XV l'infeudà les aigües minerals de les Escaldes a l'Alta Cerdanya (actual municipi d'Angostrina i Vilanova de les Escaldes), i poc després (18 d'abril del 1773) el mateix rei el feu Inspector General de les Aigües Minerals de la província del Rosselló i del Comtat de Foix.
Dimití dels seus càrrecs universitaris l'octubre del 1774, i la universitat li manifestà el seu reconeixement el 2 de març següent fent-lo professor emèrit (encara que no tingués els anys de servei necessaris per a la distinció). S'establí a París, i el 26 de juny del 1775 fou nomenat Censor Reial per al camp mèdic. Va ser promogut al primer grau de la Facultat de Medecina de París (30 de març del 1776) i a l'abril del 1776 obtingué el càrrec de metge del Guarda-mobles reial. El maig del 1779 va ser elegit membre de la breu (1778-1793) Societat Reial de Medecina de París, on obtingué la confiança de Felix Vicq d'Azyr, secretari perpetu de la institució, i a qui posà en contacte amb Raymond de Saint-Sauveur, aleshores intendent del Rosselló. La protecció d'aquest darrer fou especialment útil perquè Carrère pogués redactar i completar el 1780 un força exhaustiu estudi de les aigües minerals de França. Va ser metge consultiu del rei Lluís XVI (que regnà de 1774 a 1792).
S'exilià a Espanya el 1789 o el gener del 1790, sembla que a causa de les tensions provocades per la Revolució Francesa, i hi passà uns quants anys (el juny del 1790 signava una carta a Barcelona). En un període indeterminat, possiblement entre 1795 i 1796, visqué clandestinament a Portugal un mínim de sis mesos fins que la policia l'expulsà a Gènova, segons que digué Carrère mateix, abans de traslladar-se a Venècia el 1797; l'estada portuguesa el serví d'inspiració per a publicar el crític Tableau de Lisbonne.... En un moment indeterminat, fou metge principal de Lluís XVIII durant l'exili regi (entre els anys 1795 i 1803, el monarca visqué a Brussel·les, Coblença i Hamm -Westfàlia-); i també sense més precisió cronològica, Carrère va ser metge de cambra del rei Carles IV d'Espanya. Establert a Barcelona, on polemitzà amb l'estament mèdic de la ciutat, el metge rossellonès hi morí el 1803.
A més de ser membre de la Societat Reial de Medicina de París, de l'Acadèmia Imperial dels Curiosos de la Natura (1775) i el 1790 de l'Acadèmia de Medicina Pràctica de Barcelona (antecessora de la Reial Acadèmia de Medicina de Catalunya), també ho fou com a corresponent de la Societat Reial de les Ciències de Montpeller (1764) i de l'Acadèmia Reial de Ciències, Inscripcions i Belles Lletres de Tolosa (1772).
Producció literària

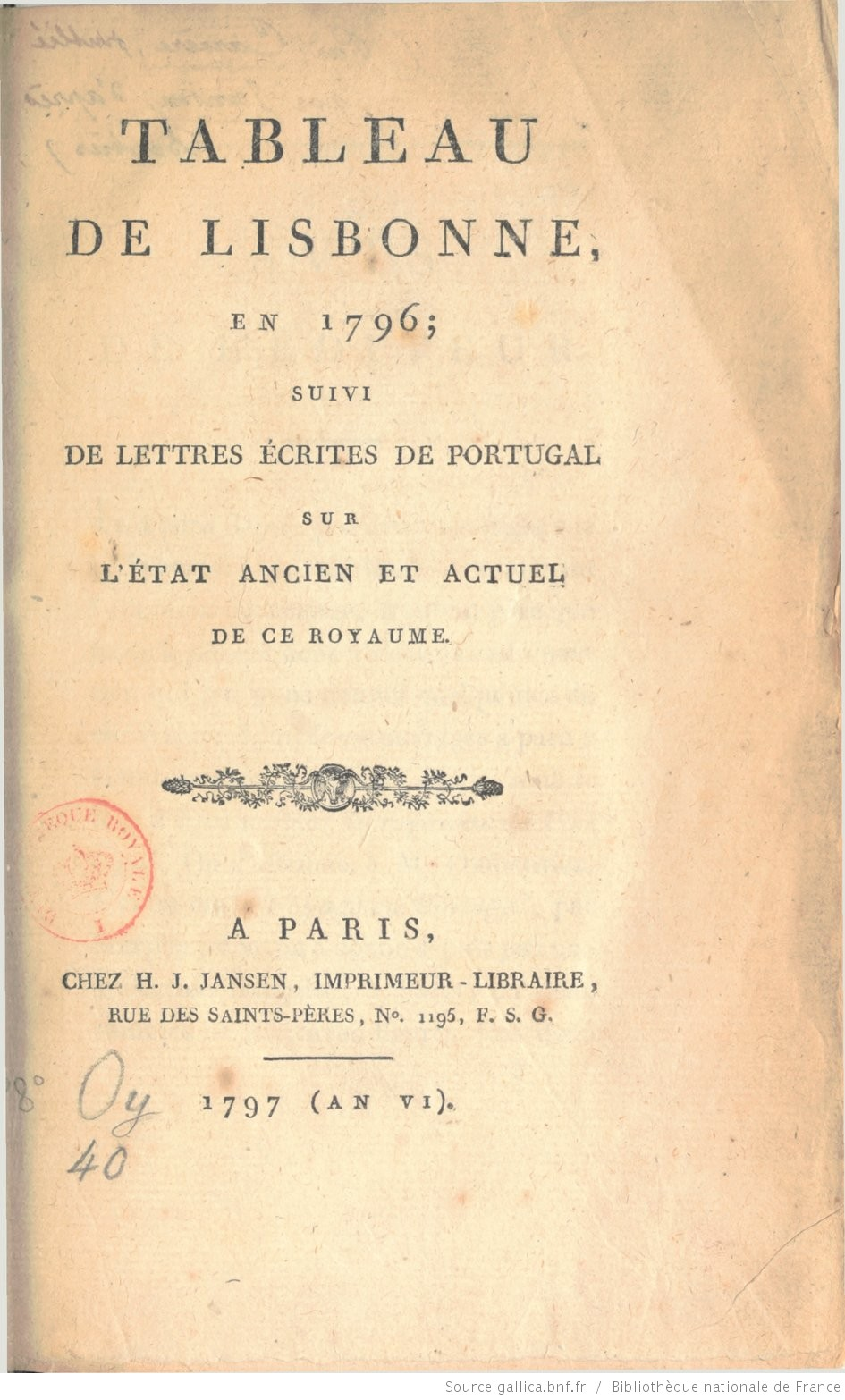
Portada del llibre Tableau de Lisbonne en 1796, de 1797

Antic inspector general de les Aigües de la Catalunya Nord, va ser autor d'un extens repertori bibliogràfic i descriptiu sobre les aigües minerals franceses, i també de la Bibliothèque littéraire historique et critique de la médicine ancienne et moderne (1776), un diccionari de biografies mèdiques previst en vuit volums, però del qual només se'n publicaren dos, potser per les crítiques adverses que rebé. Entre les moltes altres obres que publicà de tema mèdic, es pot destacar igualment el Manuel pour le service des malades... (1786), un dels primers tractats sobre el tema de l'atenció als malalts, i que immediatament es traduí a diversos idiomes europeus (castellà, alemany, italià, neederlandès). Finalment, i fora del camp de la bibliografia mèdica, hom li deu el volum del Rosselló del Voyage pittoresque de la France, del 1787, i el Tableau de Lisbonne..., del 1797. En morir, treballava en una extensa obra sobre Espanya, prevista en sis volums i que havia de portar informacions interessants sobre la geografia natural, l'agricultura, la indústria, el comerç, l'estat de la ciència, de la literatura i de les arts... Alguns dels materials aplegats pel metge rossellonès foren posteriorment usats per Alexandre de Laborde en l'Itinéraire descriptif de l'Espagne, publicat el 1808.
Hom li atribueix diverses obres publicades anònimament. Sense més concrecions, una biografia seva li atribueix (però no identifica) dos volums de poesia, dues novel·les, un volum d'obres de teatre, resums històrics del ducat de Valois, del comtat de Senlis i del Delfinat, i una història de les revolucions de la monarquia francesa.

## Obres
- Dissertatio medica De vitali corporis et animæ fœdere. Quam deo duce, & auspice deipara tueri conbitur in augustissimo Apollinis fano Monspeliensi ... mensis Decembris anni 1758. Josephus Carrere Perpinianensis apud Ruscinonenses, artium magister, & medicinæ alumnus pro baccalaureatus gradu consequendo [tesi doctoral].  Perpiniani: Reynier, s.a. [1758?, ca 1761?].[nt 1][nt 2]
- Dissertatio medica de revulsione.  Perpiniani: Le Comte, 1770.
- Réponse à un ouvrage qui a pour titre: Recherches anatomiques par Louis-Michel Coste, dans lequel l'auteur établit avec évidence la compression que les artères iliaques reçoivent de l'intestin rectum trop distendu.  Perpinyà: Claude Le Comte, 1771.[nt 3]
- Expériences sur l'irritabilité et la sensibilité du corps humain. Perpignan: Le Comte, 1774[9]
- Traité théorique et practique des maladies inflammatoires.  París: chez Vincent, 1774.
- Le médecin ministre de la nature, ou Recherches et observations sur le pépasme ou Coction Pathologique.  Amsterdam - Paris: chez Ruault, 1776.
- Carrère, Joseph-François. Bibliotheque littéraire historique et critique de la médicine ancienne et moderne.  París: Ruault, librairie, 1776.
  -  Bibliotheque littéraire historique et critique de la médicine ancienne et moderne. vol. I A-BOD. Arxivat 2016-03-03 a Wayback Machine.
  -  Bibliotheque littéraire historique et critique de la médicine ancienne et moderne. vol. II BOE-COI.
- Lettres de M. Carrere, professeur royal émérite en Médecine ... A M. Bacher, Docteur-Régent de la Faculté de Médecine de Paris pour servir de réponse aux assertions d'un litterateur, critique, philologue ... publiées dans le "Journal de Médecine" des mois d'avril, mai, juin, juillet, août, septembre, octobre & novembre 1777, sous le nom de M. Bacher.  Londres - Paris: Nicolas Ruault, 1777.
- «Observation sur des squirres de l'œsophage, de l'orifice supérieur de l'estomac et des intestins grêles». Histoire de la Société royale de médecine, 1777, pàg. 214-217.
- Dissertation médico-pratique sur l'usage des rafraichissans et des échauffans dans les fievres exanthématiques.  Amsterdam - Paris: P. Guill. Cavelier, 1778.
- Traité des propriétés, usages et effets de la douce amère ou Solanum scandens dans le traitement de plusieurs maladies et surtout des maladies dartreuses. 2e éd.  París: Moutardier, an VII (1798-1799). [Primera edició:  Traité....  París: Cailleau et fils, 1781.]
  - Traducció italiana: Guarini (traductor) (Venezia, 1785)[9]
  - Starke, Johann Christian (traductor i editor). Abhandlung über die Eigenschaften, den Gebrauch und die Würkungen des Nachtschattens oder Bitter-Süsses, bey der Behandlung verscheidener Krankheiten, insbesondere der flechtenartigen.  Jena: Verlegens Christ. Heinr. Cuno's Erben., 1786.
- «Observation sur un homme réglé par un doigt de la main». Histoire de la Société royale de médecine, 1780, pàg. 287-289.
- «Mémoire sur un moyen de se préserver des maladies epidémiques contagieuses». Histoire de la Société royale de médecine, 1781, pàg. 215-237.
- Catalogue raisonné des ouvrages qui ont été publiés sur les eaux minérales en général et sur celles de la France en particulier, avec une notice de toutes les eaux minérales de ce Royaume, & un tableau des différens degrés de températures de celles qui sont thermales, publié d'après le voeu de la Société royale de médecine.  París: chez Cailleau-chez Rémont, 1785.[4] («Exemplar digitalitzat».)
- Un llibre de la biblioteca interuniversitària de Farmàcia de París (Baron, Hyacinthe Théodore. Quaestionum medicarum, quae circa medicinae theoriam et praxim, per decennium proximè elapsum, in Scholis Facultatis Medicinae Parisiensis, agitatae sunt & discussae : series chronologica : cum doctorum praesidum, et baccalaureorum propugnantium nominibus ... -- Université de Paris. Faculté de médecine.  Parísiis: apud Despilly, 1763.) conté un extens (128 pàgines) suplement manuscrit de Carrère que actualitza pel període 1763-1786 l'obra original.
- Lettre à M. le chevalier de La Grave, lieutenant dans le régiment Médoc Infanterie, sur un ouvrage qu'il vient de publier sous le titre d'"Essai historique et militaire sur la province de Roussillon", pour servir de préface à la seconde édition de la description de la même province, extraite du "Voyage pittoresque de la France".  París: Lami, 1787.
- Manuel pour le service des malades, ou Précis des connoissances nécessaires aux personnes chargées du soin des malades, femmes en couche, enfans nouveaux-nés, &c. Par M. Carrere, conseiller-médecin ordinaire du roi, professeur royal émérite en médecine, censeur royal, ancien inspecteur-général des eaux minérales de la province du Roussillon & du comté de Foix, ci-devant directeur du Cabinet d'histoire naturelle de l'université de Perpignan, de la Société royale de médecine, des académies de Toulouse, de Montpellier, des Curieux de la Nature, &c.. 3e éd.  París: Chez Lamy, 1788. [Publicat originalment a Registres de la Société Royale de Médecine 77 p. 7-14] [Primera edició: Manuel....  París: Chez Lamy, 1786.] [Segona edició:  Manuel....  París: Chez Lamy, 1787.] [Edició facsímil moderna de la primera edició:  Manuel....  Argenteuil: Association des enseignants des écoles d'infirmières de salle d'opération, 1985. ISBN 290567900X.]
  - Carrere, José Bartolomé Francisco; Salvá, Francisco (trad. i ampliació). Manual para el servicio de los enfermos, o Resumen de los conocimientos necessarios a las personas encargadas de ellos, y de las paridas, recien-nacidos.  Barcelona: Viuda Piferrer, 1786. [Reedició moderna: Mairena de Aljarafe: Extramuros, 2007]
  -  Handbuch zur Krankenpflege oder Entwurf derjenigen Kenntnisse, welche zum Dienst bey Kranken, Kindbetterinnen, neugebohrnen Kindern ... und zu deren guten Besorgung nützlich und erforderlich.  Strassburg: Treuttel, 1787.
  - Traducció anglesa: London: Smith, 1788[9]
  - Asti, Felice (trad.). Manuale per servigio de' malati, o sia Ristretto di notizie necessarie alle persone addette alla cura degli'infermi, delle puerpere, dei neonati ec. di mr. Carrere consigliere-medico del re.  Mantova: eredi di Alberto Pazzoni, regio-ducale stampatore, 1788. Arxivat 2016-03-03 a Wayback Machine.
  - Veneroni (trad.). Manuale per servigio de' malati, o sia Ristretto di notizie necessarie alle persone addette....  Napoli: stamperia di Pietro qu. Gio. Batt. Pasquali, 1789. Arxivat 2016-03-04 a Wayback Machine.
  - Wauters, P.E (trad.). Hand-Boek voor den dienst der zieke, of Kort begryp der kennissen die noodzaekelyk zyn aan de persoonen die belast zyn met den dienst der Zieke, der Kraem-vrouwen, der nieuw geboren Kinderen.  Gend: Cis. de Goesin Disbecq, 1807.[10]
- Société de Gens de Lettres (autoria general de l'obra); Carrère, J.B. (autor del volum). Voyage pittoresque de la France. Province du Roussillon. seconde édition.  París: chez Lamy, 1788. («[Primera edició, digitalitzada]», 1787. Arxivat de l'original el 2016-03-03. [Consulta: 24 febrer 2016].)[8]
- Recherches sur les maladies vénériennes-chroniques sans signes évidens, c'est-a-dire, masquées, dégénérées ou compliquées.  París: chez Cuchet, 1788.
  -  Untersuchungen über die verlarvten, ausgearteten oder verwickelten venerisch-chronischen Krankheiten.  Frankfurt - Leipzig: Johann Georg Fleischer, 1789. [Segona edició:  Untersuchungen über die verlarvten ausgearteten oder verwickelten venerisch-chronischen Krankheiten, aus dem Französ. mit Anmerkungen des Übersetzers.  Frankfurt am Main: Philipp Heinrich Guilhauman, 1799.]
  - Traducció italiana: Roma: Paglianni, 1790[9][nt 4]
- Tableau de Lisbonne en 1796 suivi de lettres écrites du Portugal sur l'état ancien et actuel de ce royaume.  París: chez H.J. Jansen, an VI [1797]. Arxivat 2016-03-03 a Wayback Machine. [Segona edició:  Voyage en Portugal, et Particulièrement à Lisbonne, ou Tableau Moral, Civil, Politique, Physique et Religieux de cette Capitale, etc. etc.; suivi de plusieurs Lettres sur l'état ancien et actuel de ce Royaume.  París: Deterville, an VI (1798).]
  - Tilesius von Tilenau, Wilhelm Gottlieb (ampliació). Neuestes Gemälde von Lissabon.  Leipzig: Kächl, 1799.
  - Sense menció del nom de l'autor, ni indicació que es tracti d'una traducció: An Inhabitant. A Picture of Lisbon; Taken on the Spot: Being a Description, Moral, Civil, Political, Physical, and Religious, of that Capital; with Sketches of the Government, Character, and Manners of the Portuguese in General.  Londres: Henry Colburn (Brettell & Co), 1811. [Primera edició, també sense nom d'autor ni traductor:  A Picture of Lisbon....  Londres: Henry Colburn, 1809 (i.e. 1808).][5]
  - Chaves, Castelo Branco (traductor i editor). Panorama de Lisboa no ano de 1796.  Lisboa: Biblioteca Nacional, 1989.
- Carrere, J. B. F.. Recherches sur une question médico-légale, si un enfant extrait de la matrice par l'opération césarienne, après la mort de la mère, a survécu à celle-ci.  Perpinyà: imprimerie de J. Alzine, an XI de la République, 1802.
- Venel, [Gabriel François]; Carrère, J.B.F. (edició i ampliació). Précis de matière médicale.  París: chez André-Charles Cailleau, 1787. Arxivat 2016-03-03 a Wayback Machine.[11]